# Argiope bougainvilla
Argiope bougainvilla is een spinnensoort in de taxonomische indeling van de wielwebspinnen (Araneidae).
Het dier behoort tot het geslacht Argiope. De wetenschappelijke naam van de soort werd voor het eerst geldig gepubliceerd in 1847 door Charles Athanase Walckenaer.